# Pyinbya

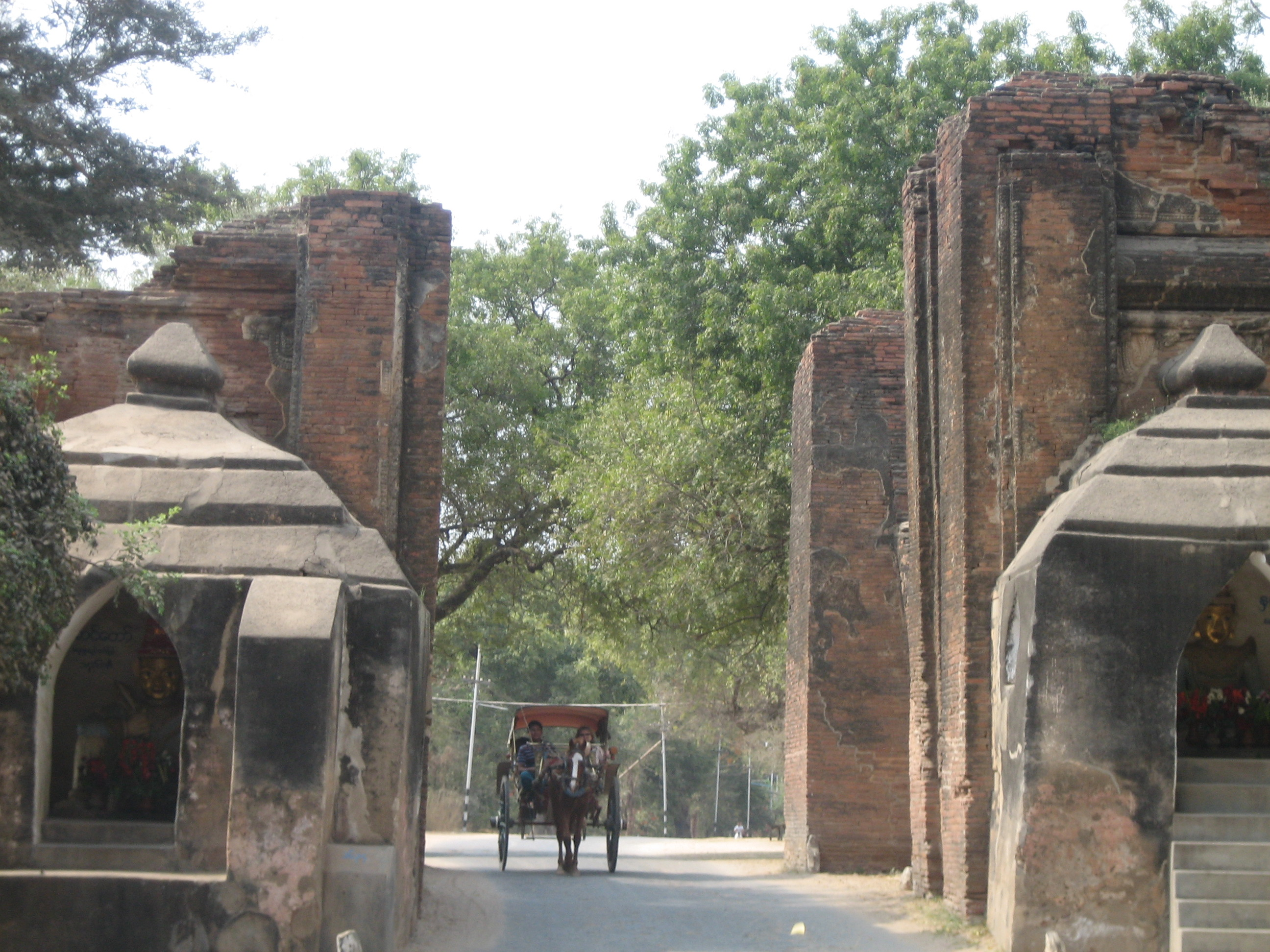
Cổng Tharaba

Pyinbya (tiếng Miến Điện: ပျဉ်ပြား, phát âm [pjɪ̀ɰ̃bjá]; 817–876) là một nhân vật quan trọng trong lịch sử Miến Điện (Myanmar) với vai trò là vua của triều đại Pagan từ năm 817 đến 876. Ông được ghi nhận là người sáng lập ra thành Pagan (Bagan) vào năm 849,:106 một địa điểm sau này trở thành trung tâm văn hóa và tôn giáo quan trọng bậc nhất ở Đông Nam Á. Mặc dù được miêu tả trong các biên niên sử Miến Điện là vị vua thứ 33 của một triều đại được cho là đã thành lập từ đầu thế kỷ thứ 2, nhưng các nhà sử học hiện đại coi ông là một trong những vị vua đầu tiên của Pagan. Triều đại của ông đánh dấu sự khởi đầu thăng tiến thành Pagan, mà sau này sẽ dẫn đến việc thống nhất Miến Điện trung tâm dưới Đế quốc Pagan. Pyinbya cũng là cụ của Vua Anawrahta, người sáng lập Đế quốc Pagan, đế chế đã thống trị khu vực này trong nhiều thế kỷ.

## Truyền thống Biên niên sử
Theo các biên niên sử Miến Điện, Pyinbya được sinh ra trong gia đình Vua Saw Khin Hnit xứ Pagan, với các biên niên sử đưa ra các năm sinh khác nhau—hoặc năm 817 hoặc 802. Trước khi trở thành vua, ông là lãnh chúa làng Pyinbya, do đó có danh hiệu "Pyinbya Mintha". Ông kế vị anh trai mình, Vua Khelu, vào năm 846. Pyinbya được ghi nhận là người sáng lập ra thành phố Pagan vào ngày 23 tháng 12 năm 849 (ngày 6 trăng tròn tháng Pyatho năm 211 ME). Thành phố này sau đó trở thành trung tâm Đế quốc Pagan. Năm 857, ông cũng thành lập một khu định cư tại Taungdwin, có thể đánh dấu biên giới phía nam vương quốc mới thành lập của ông. Ông qua đời vào năm 876 ở tuổi 59 (trong năm thứ 60 của ông) và được kế vị bởi con trai ông, Tannet.
Có những mâu thuẫn trong các biên niên sử về các ngày sinh, chết và thời gian trị vì của ông. Biên niên sử cổ nhất, Zatadawbon Yazawin, được coi là đáng tin cậy nhất cho thời kỳ Pagan. Các biên niên sử đưa ra những phiên bản khác nhau:
| Biên niên sử                    | Sinh-mất | Tuổi | Trị vì  | Thời gian trị vì |
| ------------------------------- | -------- | ---- | ------- | ---------------- |
| Zatadawbon Yazawin              | 817–876  | 59   | 846–876 | 30               |
| Maha Yazawin                    | 817–858  | 41   | 846–858 | 12               |
| Yazawin Thit và Hmannan Yazawin | 802–878  | 76   | 846–878 | 32               |
| Hmannan điều chỉnh              | 830–906  | 76   | 874–906 | 32               |

## Quan điểm Học thuật
Các nghiên cứu hiện đại định vị Pyinbya là một trong những vị vua đầu tiên của Pagan, một khu định cư được thành lập bởi người Mranma (Bamar/Burmans) di cư từ Vương quốc Nam Chiếu. Thành Pagan, nằm ở vị trí chiến lược dọc theo một khúc quanh sông Irrawaddy, được thành lập như một khu định cư củng cố. Điều này diễn ra sau các cuộc tấn công Vương quốc Nam Chiếu vào thung lũng Irrawaddy phía trên giữa những năm 750 và 830, khiến các tiểu quốc Pyu suy yếu nghiêm trọng. Các chiến binh Mranma và gia đình của họ đã định cư trong khu vực, và Pagan có thể đã được thành lập để giúp Nam Chiếu bình định khu vực xung quanh.
Pagan là một trong số các thành bang cạnh tranh cho đến cuối thế kỷ 10, khi nó bắt đầu phát triển về quyền lực và ảnh hưởng. Hai trăm năm sau khi Pyinbya thành lập Pagan, cháu trai của ông, Anawrahta, đã thống nhất thung lũng Irrawaddy và các vùng ngoại vi của nó, lập ra Đế quốc Pagan.